# Uagadugu (departamento)
Uagadugu é um departamento ou comuna da província de Kadiogo no Burquina Fasso. A sua capital é a cidade de Uagadugu.
Em 1 de julho de 2018 tinha uma população estimada em 2 485 566 habitantes.
Inclui a capital do Burquina Fasso, Uagadugu, e outras 17 localidades: Balkuy, Basseko, Bissighin, Boassa, Darsalam, Kamboincé, Nioko Deux, Polesgo, Roumting, Sakoula, Sandogo, Simiougou, Soguedin, Yagma, Yamtenga, Zagtouli e Zongo.